# Eriophora himalayaensis
Eriophora himalayaensis là một loài nhện trong họ Araneidae.
Loài này thuộc chi Eriophora. Eriophora himalayaensis được Benoy Krishna Tikader miêu tả năm 1975.